# Áed II Róin
Áed II Róin („Owłosiony”) (zm. 735 r.) – król Ulaidu (Ulsteru) z dynastii Dál Fiatach od 708 r. do swej śmierci, syn króla Ulaidu Bécca I Bairrche’a i jego żony Conchend, córki Congala III Cendfoty, króla Ulsteru.
Między Dál nAraidi a Dál Fiatach od wielu lat trwała walka o zwierzchnictwo nad Ulaidem. Áed objął tron po śmierci Cú Chuarána mac Dúngaile z Dál nAraidi. W 712 r. Ulaid pod rządami Dál Fiatach został pokonany przez wrogów, a Dubthach mac Bécce, brat Áeda, zginął. W 714 r. doszło do bitwy między dwoma synami Bécca I Bairrche’a a Conchobarem, synem króla Uí Echach Cobo Bressala mac Fergusa (zm. 685 r.), Tenże był synem Fergusa V mac Áedáin, króla Ulaidu. Przedstawiciele Dál Fiatach zostali zwycięzcami tej bitwy.
Źródła pod rokiem 730 podały, że brat Óengus spoczął, czyli zmarł. W 735 r. arcykról Áed V Allán z Cenél nEógain pokonał Áeda Róina pod Faughart, w Magh Muirtheimhne w ob. hr. Louth. Áed Róin poległ razem z Conchadem mac Cúanach z Uí Echach Cobo. Odcięto mu pośmiertnie głowę. Do tego konfliktu doszło w wyniku profanacji kościoła, Cell Conna, drogiego dla Áeda Allána przez jednego z ludzi Áeda Róina, dla których Congus, opat Armagh zażądał ukarania. To zwycięstwo zakończyło się utratą zwierzchnictwa nad Conaill Muirtheimne na rzecz Uí Néill. Opróźniony tron Ulaidu zajął Cathassach III mac Ailella, abdykując z tronu Dál nAraidi. 
Áed miał pięciu synów: 
- Blathmac, przodek Uí Blathmaic
- Bressal III mac Áeda (zm. 750 r.), król Ulaidu; przodek Klanu Breasail z Slieve Garbraide
- Fiachna IV mac Áeda Róin (zm. 789 r.), król Ulaidu
- Cathal, przodek Klanu Cathail z którego pochodzi Diarmait ua Máel Telcha (zm. 1016 r.), pisarz, biskup Bangoru, następca św. Comgalla i najmądrzejszy z Irlandczyków
- Fergal, ojciec Diarmaita Ua Áedo Róin (zm. 825 r.), od którego pochodzi nazwa Desert Diarmada w hr. Kildare